# Dahabaya Oumar Souni
Dahabaya Oumar Souni, née le 6 décembre 1992 à N'Djaména, est une journaliste tchadienne et conseillère médias du président du Conseil militaire de transition. Elle est l’une des épouses de Mahamat Idriss Déby,
,,,
président de la République du Tchad
,
. 

## Biographie

### Jeunesse
Elle est la fille d'Oumar Souni, originaire de Mourtcha dans la province de l'Ennedi-ouest, du clan Gaida de l'ethnie Gorane, Général de l'Armée qui a occupé plusieurs postes à responsabilités dans l'armée tchadienne sous le régime d'Idriss Déby et de Hissène Habré. Il fut commandant de la Garde Nationale et Nomade du Tchad (GNNT), chef d'état‑major de l'Armée de Terre (CEMAT) sous Idriss Déby et commandant de la Brigade Spéciale d'Intervention Rapide (BSIR) sous Hissène Habré.
Oumar Souni épouse Ache Touka Haliki, originaire de Faya, du clan Anakhaza, de l'ethnie saharienne Gorane en 1986. Ache Touka Haliki est la fille du général Touka Haliki Elehi, haut cadre de l'État tchadien ayant servi le pays depuis son indépendance en 1960.  
Dahabaya Oumar Souni est née à N'Djaména. Originaire du Nord du pays, elle est membre du peuple Toubou et a des origines diversifiées. De par ses parents, elle a des filiations goranes, zaghawas et arabes. Du fait de la carrière militaire de son père, elle a vécu son enfance dans plusieurs villes du pays dont Sarh, Bardai et Faya. Elle est la sixième d'une grande fratrie.

## Carrière et formation
Dahabaya Oumar Souni est diplômée de l'école supérieure des sciences et techniques de l'information et de la communication (ESSTIC) au Cameroun, où elle obtient son diplôme en journalisme en 2014. Experte en communication ayant une bonne maîtrise de la communication politique et des relations presse, elle a pu se hisser au premier rang dans son domaine. Elle commence sa carrière en janvier 2015, à l'Office National de Radiodiffusion et Télévision (ORNTV). La même année au mois de septembre, elle rejoint l'équipe de presse de la présidence tchadienne. En 2017, elle est promue chef de service rédaction à la direction de la communication présidentielle (DGCOM/PR) et en 2018, directrice des relations publiques et archives audiovisuelles (DGCOM/PR) jusqu'en mai 2021. Proche collaboratrice d'Idriss Déby, elle a pu acquérir en travaillant à ses côtés une bonne expérience et maîtrise de la politique tchadienne, toutes choses qui ont motivé son ascension. En mai 2021, elle a été nommée conseillère médias et travaille désormais aux côtés de son époux, Mahamat Idriss Déby.